# District de Kerboulak
Le district de Kerboulak (en kazakh : Кербұлақ ауданы) est une subdivision administrative située dans l'oblys de Jetyssou au Kazakhstan. Le chef-lieu est Saryozek.

## Géographie
Le district s'étend sur 11 500 km2 au sud-est du pays et est frontalier de la Chine au nord-est.

## Histoire
Le district faisait partie de l'oblys d'Almaty avant le 8 juin 2022, date à laquelle l'oblys de Jetyssou a été créé.

## Démographie
La population s'élevait à 49 633 habitants en 2013.